# 머나먼 시공 속에서 자양화 꿈 이야기
《머나먼 시공 속에서 자양화 꿈 이야기》(일본어: 遙かなる時空の中で-紫陽花ゆめ語り-)는 코에이에서 2002년 3월 27일 상권, 2003년 1월 22일에 하권을 발매한 오리지널 비디오 애니메이션이다.
《머나먼 시공 속에서 시리즈》의 첫 애니메이션 작품이기도 하다.
한국에선 애니박스에서 2006년 9월에 방영되었다.

## 등장인물
머나먼 시공 속에서 #등장인물 참고
- 모토미야 아카네 (CV.카와카미 토모코, 채의진) - 용신의 무녀
- 미나모토노 요리히사 (CV.미키 신이치로, 유동균) - 하늘의 청룡
- 모리무라 텐마 (CV.세키 토모카즈, 전광주) - 땅의 청룡
- 이노리 (CV.타카하시 나오즈미, 유호한) - 하늘의 주작
- 나가레야마 시몬 (CV.미야타 코우키, 유동균) - 땅의 주작
- 후지와라노 타카미치 (CV.나카하라 시게루, 엄상현) - 하늘의 백호
- 타치바나노 토모마사 (CV.이노우에 카즈히코, 유호한) - 땅의 백호
- 에이센 (CV.호시 소이치로, 정재헌) - 하늘의 현무
- 아베노 야스아키 (CV.이시다 아키라, 변현우) - 땅의 현무
- 후지 공주 (CV.오타니 이쿠에, 박신희)
- 아크람 (CV.오키아유 료타로, 홍진욱)
- 이크디나르 (CV.이시이 코지, 엄상현)
- 시린 (CV.카와무라 마리아, 한수림)
- 세프르 (CV.아사카와 유우, 홍진욱)
- 란(모리무라 란) (CV.쿠와시마 호코, 하미경)
- 이노리의 부하 (CV.쿠마이 모토코)
- 아즈사 (CV.미즈시마 유코, 하미경)

## 스탭
- 기획·제작: 코에이
- 감독: 스즈키 이쿠
- 총작화감독:오누키 켄이치
- 각본: 오카자키 준코
- 음악: 히라노 요시히사
- 음향감독: 혼다 야스노리
- 애니메이션 제작: 젝시즈

## 주제가
- 오프닝 〈벚꽃눈보라〉 DASEIN
- 엔딩 〈수라〉DASEIN

## 같이 보기
- 머나먼 시공 속에서
- 네오 로망스 시리즈
- 머나먼 시공 속에서 시리즈